# История игрушек: Большой побег
«Исто́рия игру́шек: Большо́й побе́г» (англ. Toy Story 3) — американский полнометражный компьютерно-анимационный комедийно-драматический фильм 2010 года, созданный студией Pixar Animation Studios и выпущенный компанией Walt Disney Pictures. Третья часть франшизы «История игрушек» и продолжение мультфильма «История игрушек 2» (1999). Режиссёром выступил Ли Анкрич по сценарию, который он написал в соавторстве с Джоном Лассетером и Эндрю Стэнтоном. В озвучивании персонажей приняли участие Том Хэнкс, Тим Аллен, Джоан Кьюсак, Дон Риклс, Уоллес Шон, Джон Ратценбергер, Эстель Харрис, Нед Битти, Майкл Китон, Джоди Бенсон, Джон Моррис и другие. По сюжету Шериф Вуди, Базз Лайтер и другие игрушки случайно попадают в детский сад «Солнышко» во время подготовки их хозяина к отъезду в колледж.
В 2004 году, после разногласий между руководителями Walt Disney Company и Pixar, Майклом Айснером и Стивом Джобсом, Disney начали разрабатывать третью часть франшизы и назначили премьеру на 2008 год. Сценарий разрабатывался в нескольких вариантах, но после того, как в начале 2006 года Disney купила Pixar, финальная его версия была отложена из-за закрытия студии Circle Seven Animation. Производство картины перенесли в Pixar, где и написали новый сценарий, а бюджет в 200 миллионов долларов сделал ленту одной из самых дорогих картин в истории. Актёр озвучивания Спиральки, Джим Варни, умер в феврале 2000 года, поэтому роль перешла Блейку Кларку. Американский композитор Рэнди Ньюман написал саундтрек к мультфильму.
Мировая премьера состоялась 12 июня 2010 года в Италии. В кинотеатрах США картина вышла 18 июня того же года в форматах Disney Digital 3D, RealD и IMAX 3D; прокат длился до октября 2010 года. «История игрушек 3» — первый мультфильм, показанный в формате Dolby Surround 7.1. В первые выходные он собрал более 110 млн долларов, став самым кассовым проектом Pixar. После премьеры фильм собрал 1,066 миллиарда долларов и стал самой кассовой лентой 2010 года, первым мультфильмом в истории, кассовые сборы которого превысили миллиард долларов. Картина получила множество наград и номинаций, в том числе премии «Оскар», «Выбор критиков», «Грэмми» и другие. Критики положительно оценили мультфильм, хотя картину обвиняли в сексизме, гомофобии и нарушении авторских прав. По «Истории игрушек 3» была выпущена видеоигра. В 2019 году вышло продолжение, которое получило положительную оценку от критиков, множество наград и номинаций.

## Сюжет
Энди исполняется 17 лет, и он готовится к отъезду в колледж, а его игрушки гадают о будущем. Из игрушек у Энди остались лишь Вуди, Базз, Джесси, Булзай, Картофельные Головы, Хэмм, Рекс, Спиралька и три инопланетянина. Миссис Картофельная Голова не может найти пропавший глаз. Энди решает взять Вуди в колледж, а остальные игрушки отнести на чердак. Он складывает все игрушки в мусорный пакет и собирается отнести их на чердак, но отвлекается на младшую сестру Молли. Миссис Дэвис принимает игрушки за мусор и выбрасывает их.
Вуди бежит спасать друзей, но те спасаются сами. Они решают, что Энди хотел их выбросить, и залезают в коробку с пожертвованиями детскому саду «Солнышко», куда также хотят отдать Барби, принадлежащую Молли. Вуди пытается объяснить игрушкам, что они были выброшены случайно, но миссис Дэвис закрывает багажник машины с коробкой, и все игрушки отправляются в детский сад. По прибытии их встречают местные игрушки и их лидер — плюшевый медведь Лотсо. Барби знакомится с Кеном и влюбляется в него. Вуди пытается уговорить игрушек вернуться к Энди, но они ему не верят и хотят начать новую жизнь. Шериф уходит, и ему удаётся покинуть территорию детского сада, но он застревает на ветке. Его подбирает девочка Бонни Андерсон. Базза и остальных размещают в комнате «Гусеничек», предназначенной для малышей, которые не умеют обращаться с игрушками.
Тем временем Вуди знакомится с игрушками Бонни — ежом Колючкой, единорогом Лютиком, трицератопсом Трикси и куклой Долли. Он играет вместе с ними. Узнав, что дом Бонни находится рядом с домом Энди, ковбой пытается уйти, однако услышав, что он был в «Солнышке», а его друзья ещё там, игрушки Бонни приходят в ужас и говорят, что «Солнышко» — это ад для игрушек. Одна из игрушек, клоун по имени Чаклз, рассказывает, что он, Лотсо и Мегапупс в прошлом принадлежали девочке Дэйзи, которая однажды случайно забыла их посреди поля в сельской местности. Когда Пупс, Чаклз и Лотсо вернулись к ней, то увидели, что ей уже купили нового Лотсо. Медведь говорит, что она заменила их всех, и заставляет друзей уйти. Находясь в бегах, троица натыкается на детский сад «Солнышко». Лотсо захватывает власть и превращает детский сад в тюрьму, а Чаклз по случайности попадает к Бонни. Потрясённый рассказом, Вуди решает вернуться в детский сад и спасти друзей.
Игрушки Энди преодолевают испытания в виде игр с малышами, и Базз решает отправиться к Лотсо, чтобы поговорить о переводе в комнату «Бабочек» — комнату для старших детей, которые бережно относятся к игрушкам. Базз сбегает через фрамугу, замечает подручных Лотсо и следует за ними. Узнав, что игрушки Лотсо пренебрежительно относятся к новым игрушкам, Базз пытается уйти, но его ловит Мегапупс. Лотсо предлагает Баззу перевести только его, однако получает отказ. С помощью Книжного Червя медведь возвращает Баззу заводские настройки, и тот вновь начинает считать себя астрорейнджером. Тем временем миссис Картофельная Голова видит забытым дома глазом Энди, который ищет их и расстраивается, узнав, что его мама их выбросила. К ним приходит Лотсо с подручными, и игрушки пытаются уйти, но их связывает и сажает в корзины Базз. Увидевшая это Барби бросает Кена, за что также оказывается в клетке. Мистера Картофельную Голову, оскорбившего Лотсо, отправляют на ночь в закрытую песочницу.
Утром Вуди возвращается и встречает игрушечный Болтливый телефон, который рассказывает ему про патрули, ограду и обезьяну с тарелками, которая следит за всей территорией сада через камеры видеонаблюдения. Вуди находит друзей, и они разрабатывают план побега. Ночью мистер Картофельная Голова делает вид, что хочет сбежать, и устраивает скандал. За это его снова отправляют в песочницу, в то время как Спиралька ускользает из клетки и вместе с Вуди сбегает из комнаты через потолок. Они обезвреживают обезьяну и находят ключ от сада. Будучи способным разбираться на части, Картофель выкидывает свои детали из песочницы, вставляет их в лепёшку и отправляется к окну комнаты «Бабочек». Увидев, что Лотсо и его команда спят, он подаёт сигнал в комнату «Гусеничек». Барби просит прощения у Кена, и он отводит её в свой дом. Однако Барби связывает его и пытает, разрывая раритетную одежду, чтобы выяснить, как исправить Базза. Кен рассказывает об инструкции, и Барби хитростью её получает. Игрушки пытаются вернуть Базза, но нечаянно переключают его в испанский режим, из-за чего он начинает говорить по-испански и влюбляется в Джесси. Минуя патрули и Мегапупса, игрушки, вместе с присоединившимся Картофелем, добираются до мусорного контейнера. Внезапно появляется Лотсо и его приспешники, преграждают им путь и угрожают столкнуть в мусорный бак, если они не вернутся обратно. Они также приводят сломанную игрушку-телефон, который извиняется перед Вуди за то, что под пытками выдал их план. Ковбой напоминает Лотсо про Дэйзи, но тот заявляет, что не знает её. Вуди рассказывает, что Дэйзи заменила только его, а тот принял решение за всех. Поняв, что Лотсо его обманывал, Мегапупс бросает медведя в бак и закрывает крышку, а его союзники сбегают обратно в сад. Игрушки Энди перебираются на другую сторону, но Лотсо хватает Вуди и утягивает в мусорный бак. В это время подъезжает мусоровоз, и игрушки, кроме Барби и Кена, пытаясь спасти шерифа, также попадают в мусоровоз. Базз спасает Джесси, и на него падает сломанный телевизор, после чего он возвращается в прежний режим.
Игрушки оказываются на заводе по переработке и сжиганию мусора. Инопланетяне замечают клешню и исчезают под бульдозером, а остальные попадают на конвейер, ведущий в мусоросжигательную печь. Лотсо при помощи Вуди и Базза добирается до кнопки аварийного выключателя конвейера, но сбегает, хотя невольные спутники чуть ранее спасли его от измельчителя. Игрушки сдаются и готовятся к гибели, но их спасают инопланетяне, захватившие управление клешнёй для мусора. Сбежавшего Лотсо подбирает водитель мусоровоза и привязывает к решётке грузовика. Игрушки замечают мусоровоз Сида Филлипса и возвращаются на нём домой. Они готовятся отправиться на чердак, но Вуди пишет на бумажке адрес Бонни и прикрепляет к коробке с друзьями. Энди радуется, найдя игрушки, и отправляется по адресу. Он дарит все игрушки Бонни, включая Вуди, вместе с ней в последний раз с ними играет, благодарит за детство и уезжает в колледж. Вуди прощается с Энди и знакомит друзей с игрушками Бонни.
Во время титров показывается новая жизнь игрушек детского сада и Бонни: отныне игрушки работают посменно в разных комнатах и с радостью принимают новые игрушки. Игрушки же Бонни обживаются в новом доме; в концовке Джесси и Базз танцуют пасодобль под испанскую версию заглавной песни трилогии — «Я — твой хороший друг».

## Роли озвучивали

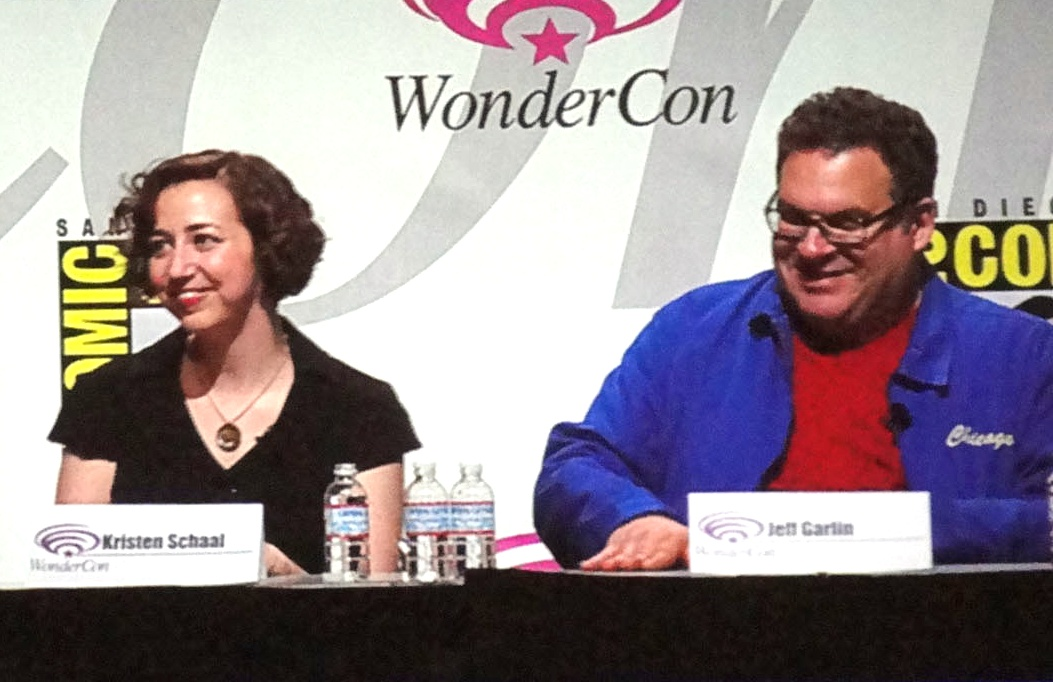
Кристен Шаал (слева) и Джефф Гарлин (справа) озвучили Трикси и Лютика соответственно, а также посетили панель мультфильма на WonderCon 2010

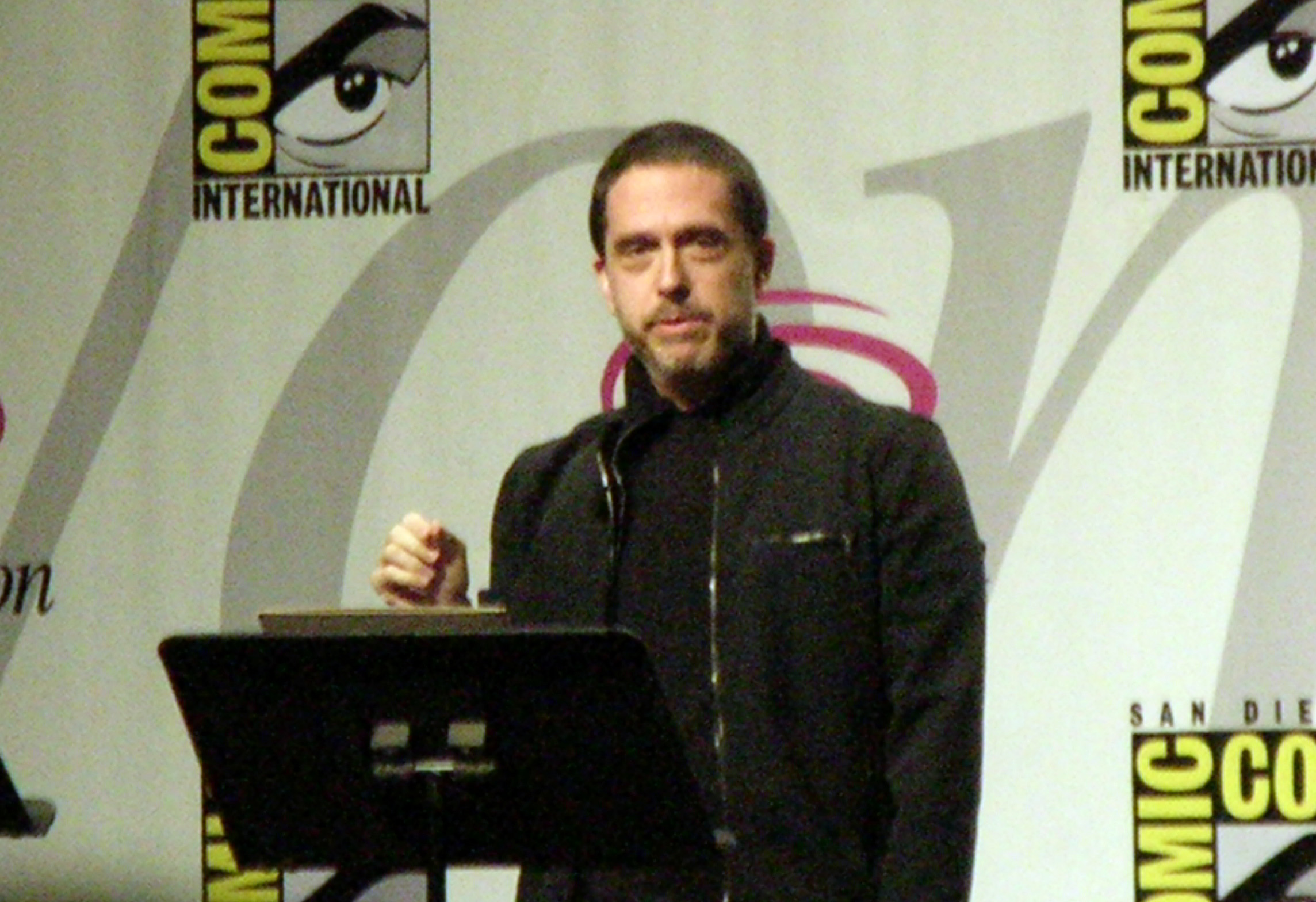
Ли Анкрич, режиссёр мультфильма, также принял участие в озвучивании, подарив голос Джеку-в-коробке

| Актёр                  | Роль                                                |
| ---------------------- | --------------------------------------------------- |
| Том Хэнкс              | игрушка-ковбой шериф Вуди                           |
| Тим Аллен              | игрушка-астрорейнджер Базз Лайтер                   |
| Хавьер Фернандес Пенья | игрушка-астрорейнджер Базз Лайтер (испанский режим) |
| Джоан Кьюсак           | игрушка-ковбой Джесси                               |
| Дон Риклс              | игрушка мистер Картофельная Голова                  |
| Эстель Харрис          | игрушка миссис Картофельная Голова                  |
| Джон Ратценбергер      | свинья-копилка Хэмм                                 |
| Уоллес Шон             | игрушка-тираннозавр Рекс                            |
| Блейк Кларк            | такса-пружина Спиралька                             |
| Джоди Бенсон           | кукла Барби                                         |
| Майкл Китон            | кукла Кен                                           |
| Нед Битти              | плюшевый медведь Лотсо                              |
| Вуди Смит              | кукла-младенец Мегапупс                             |
| Джефф Пиджон           | резиновые игрушки Три инопланетянина                |
| Тимоти Далтон          | игрушка-ёж Колючка                                  |
| Бонни Хант             | тряпичная кукла Долли                               |
| Кристен Шаал           | игрушка-трицератопс Трикси                          |
| Джефф Гарлин           | плюшевая игрушка-единорог Лютик                     |
| Бад Лаки               | игрушка-клоун Чаклз                                 |
| Вупи Голдберг          | резиновая игрушка-осьминог Стрэтч                   |
| Джон Сайган            | игрушка-насекомое Мух                               |
| Ян Рабсон              | игрушка-робот Спаркс                                |
| Джек Энджел            | игрушка-камень Скала                                |
| Ричард Кайнд           | игрушка-червь Книжный червь                         |
| Чарли Брайт            | игрушка Горошинка                                   |
| Эмбер Кроун            | игрушка Горошинка                                   |
| Брианна Майванд        | игрушка Горошинка                                   |
| Ли Анкрич              | попрыгунчик Джек в коробке                          |
| Тедди Ньютон           | игрушка Болтливый телефон                           |
| Джон Моррис            | владелец игрушек Эндрю «Энди» Дэвис                 |
| Лори Меткалф           | мама Энди Миссис Дэвис                              |
| Беатрис Миллер         | сестра Энди Молли Дэвис                             |
| Эмили Хан              | девочка Бонни Андерсон                              |
| Лори Алан              | мама Бонни Миссис Андерсон                          |
| Эрик фон Деттен        | мусорщик Сидней «Сид» Филлипс                       |

## Производство

### Разработка

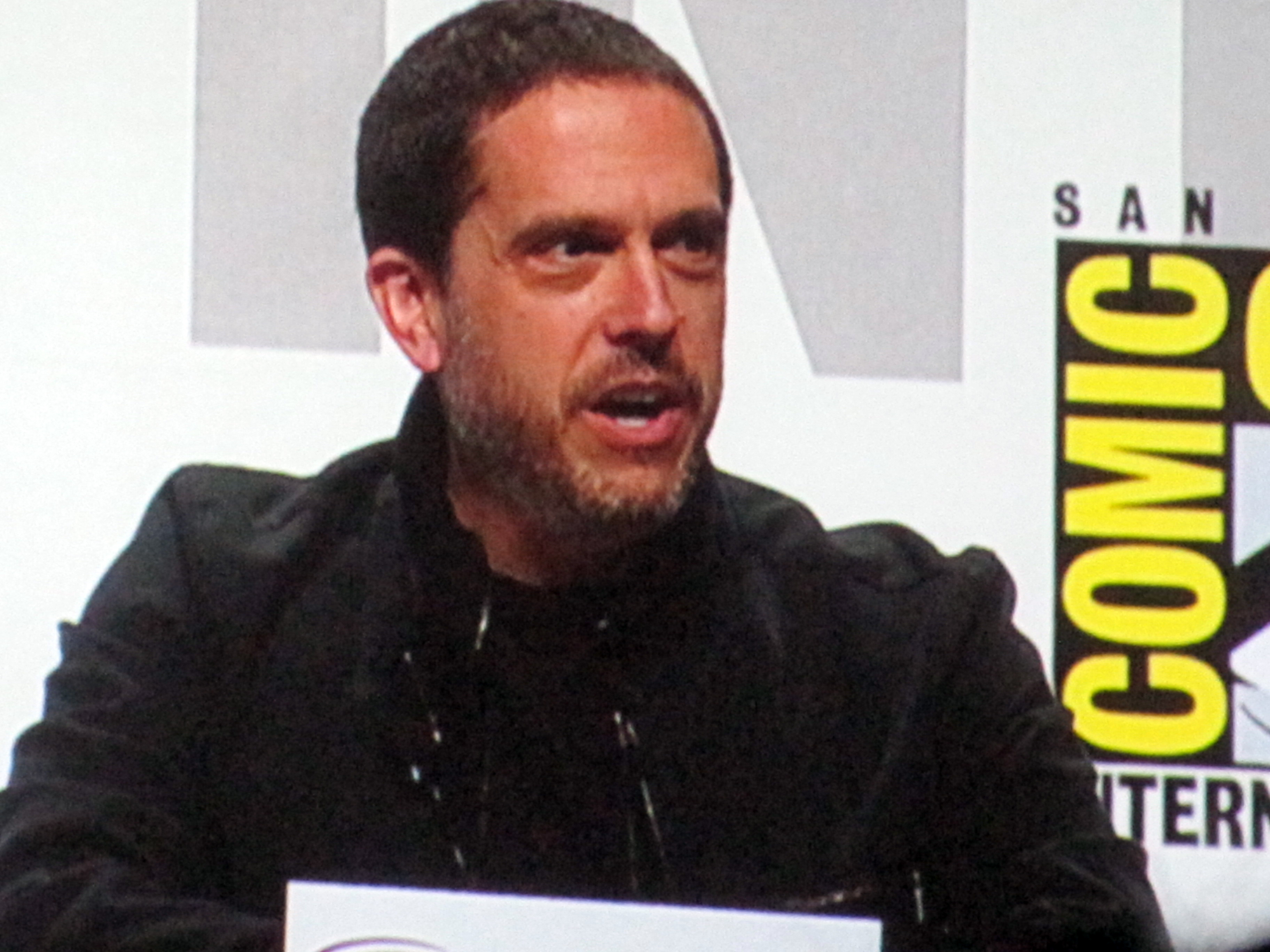
Ли Анкрич во время мероприятия, посвящённого «Истории игрушек 3» на фестивале WonderCon в апреле 2010 года

Производство мультфильма было затянуто, поскольку на протяжении многих лет им занимались две анимационные студии и несколько режиссёров. Слухи о третьем фильме франшизы начали появляться сразу после премьеры второй части, которую хорошо восприняли как критики, так и аудитория. Основными проблемами при разработке продолжения стали смена направления и решение переписать историю с нуля. Несмотря на трудности, Джон Лассетер, один из основателей студии Pixar, намеревался немедленно начать производство фильма, доверив руководство Анкричу и его аниматорам. По условиям первоначального соглашения Pixar Animation Studios с Walt Disney Company о создании семи анимационных фильмов, все персонажи, созданные студией Pixar для своих фильмов, принадлежали и контролировались компанией Disney. Кроме того, Disney владела правами на создание сиквелов для всех фильмов Pixar до ленты «Тачки» включительно, но Pixar сохраняла за собой право отказа от работы над этими проектами. В то время Джозеф Рэнфт уже приступил к проработке различных идей и собирался написать сценарий, однако разногласия между компаниями помешали начать производство картины с участием персонажей франшизы. В 2004 году, после истечения срока вышеупомянутого соглашения, Майкл Айснер, в то время генеральный директор Disney, открыл новую студию цифровой анимации Circle Seven Animation, чтобы создавать мультфильмы и телесериалы без участия студии Pixar. Брэдли Рэймонд, который ранее разработал такие мультфильмы, как «Горбун из Нотр-Дама II» (2002) и «Король Лев 3: Хакуна матата» (2004), был назначен постановщиком ленты.
Первоначально Circle Seven Animation планировала начать работу над фильмом в 2006 году и наметила его премьеру на 2008 год. Однако в октябре 2005 года Айснер покинул пост генерального директора, а в январе 2006 года Disney купила Pixar за 7,4 млрд долларов, сделав её крупнейшей анимационной студией в мире. В результате сделки руководители Pixar — Лассетер и Эдвин Катмулл — возглавили всё анимационное подразделение Disney. Вскоре Роберт Айгер занял пост директора Disney и доверил судьбу студии Лассетеру и Катмуллу, которые в 2006 году закрыли Circle Seven и отменили все разрабатываемые там проекты, включая «Историю игрушек 3». В следующем месяце Айгер объявил, что разработка фильма, которая в итоге заняла более четырёх лет, будет проходить в студии Pixar. В феврале 2008 года был раскрыт сюжет фильма. Первоначально мультфильм должен был выйти в 2009 году, но затем выпуск перенесли на 2010 год.
В феврале 2007 года Лассетер объявил, что Ли Анкрич выступит режиссёром мультфильма, а Майкл Арндт напишет сценарий. Сам Лассетер был занят постановкой ленты «Тачки 2» (2011), поэтому передал ответственность за третью часть Анкричу, одному из режиссёров картин «История игрушек 2» (1999), «Корпорация монстров» (2001) и «В поисках Немо» (2003). Кроме того, Лассетер недавно занял пост креативного директора студии, что не позволяло ему посвятить себя новым проектам. Эндрю Стэнтон, режиссёр фильма «ВАЛЛ-И» (2008) и первых двух частей «Истории игрушек», также принимал участие в работе над сценарием.
По словам Анкрича, он ощущал давление при разработке, боясь сотворить «первый провал» Pixar, поскольку ранее все фильмы студии имели высокие кассовые сборы и успех у критиков. Из своего опыта работы сорежиссёром в предыдущих проектах он узнал, что не обязательно досконально знать технику анимации, достаточно лишь высказать свои идеи аниматорам, чтобы те создали полноценные образы персонажей и имели представление о мотивах героев на протяжении сюжета. Опасаясь, что третья часть не дотянет до своих предшественников, команда разработки взяла за основу концовку третьей и заключительной главы кинотрилогии «Властелин колец» — «Властелин колец: Возвращение короля» (2003), которую они считали «естественной, последовательной и не искусственной».

### Написание сценария

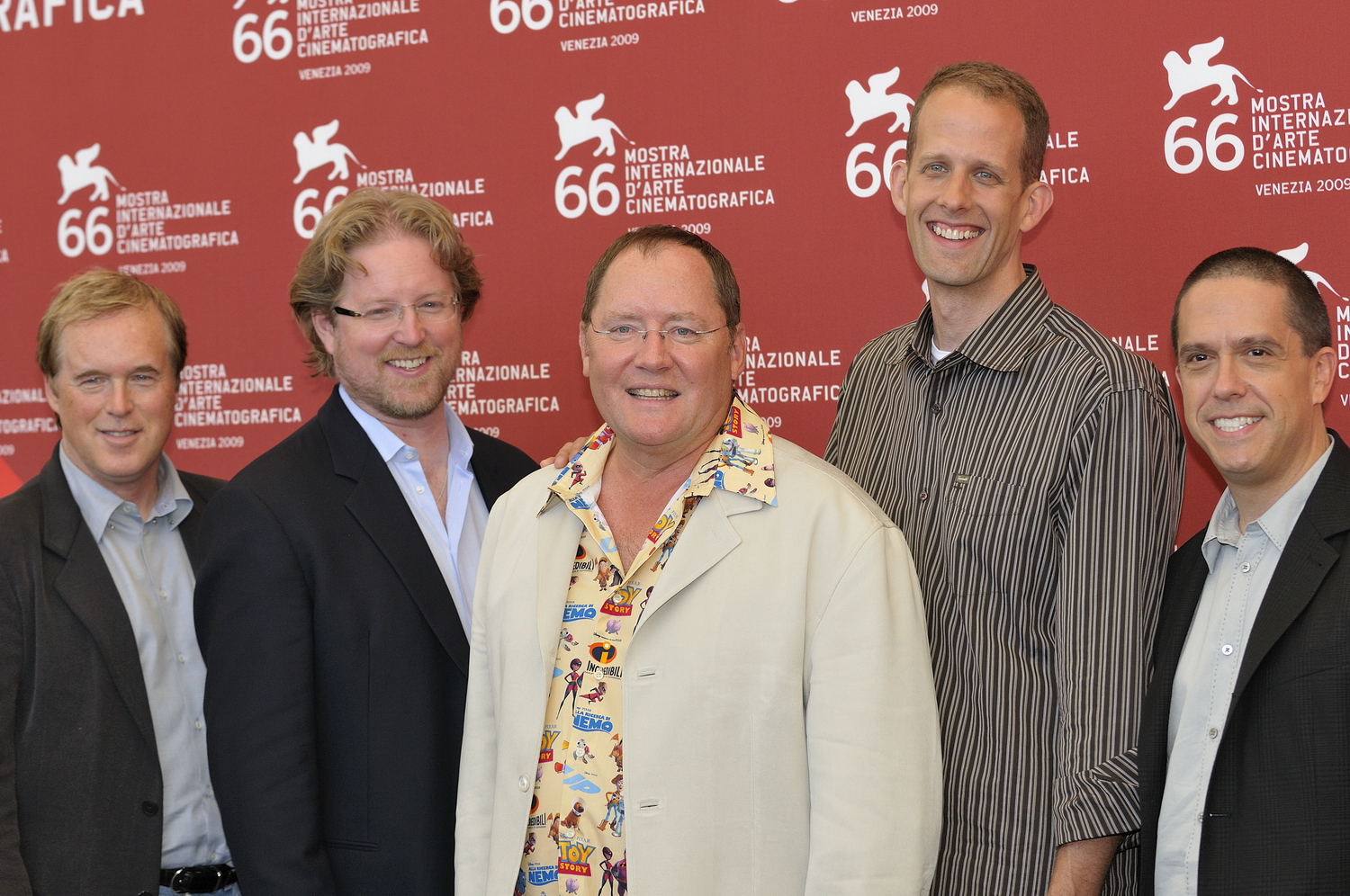
(Л-П) Брэд Бёрд, Эндрю Стэнтон, Джон Лассетер, Пит Доктер и Ли Анкрич на Венецианском кинофестивале в 2009 году

В Circle Seven Animation Биллом и Чери Штайнкельнер была разработана первая версия сценария, в которой все игрушки отправляются на чердак бабушки Энди и расследуют пропажу некоторых игрушек. Впрочем, эту версию отклонили, но руководство Disney оставило эти идеи для потенциальной четвёртой части. Затем Джим Херцфельд, сценарист ленты «Знакомство с родителями» (2000), написал новый сценарий. Согласно его версии, Базз Лайтер становится неисправным, и мама Энди отправляет его в Тайвань в компанию игрушек данной серии. Остальные игрушки думают, что его там исправят, однако позже узнают, что компания-производитель начала отзывать игрушки Базза по всему миру из-за массовых неисправностей. Опасаясь гибели товарища, игрушки отправляются за ним в Тайвань. Тем временем Базз знакомится с другими такими же неисправными игрушками со всего мира, которые когда-то были любимы, но возвращены из-за различных дефектов.
Работа над финальной версией сценария началась в 2006 году, когда Лассетер, Анкрич, Стэнтон, Пит Доктер, Боб Петерсон, Джефф Пиджон и Дарла К. Андерсон вернулись в «Лофт поэта» в заливе Томалес (Калифорния), где была придумана первая «История игрушек». Они обдумывали разные идеи для картины, после чего Стэнтон временно прервал работу над фильмом «ВАЛЛ-И» и написал свою версию «Истории игрушек 3» объёмом в двадцать страниц. Новая история полностью отличалась от версии братьев Штайнкельнер, поскольку продюсеры желали написать всё сначала, не основываясь на предыдущих наработках. Арндт переработал сценарий Стэнтона, а окончательный вариант был написан благодаря коллективному сотрудничеству сценаристов и продюсеров (включая Анкрича). Свой вклад в историю внёс отдел «команда сюжета», занимавшийся исключительно развитием повествования, созданием сцен и шуток. Лассетер, Доктер, Стэнтон, Арндт, Петерсон, Брэд Бёрд и Бренда Чепмен (из отдела Pixar Brain Trust) отвечали за визуализацию набросков сюжета в мельчайших деталях. Впоследствии картину разбили на двадцать частей, которые можно было переписывать столько раз, сколько потребуется для идеального результата. Некоторые важнейшие сцены имели до шестидесяти различных набросков.
Многие события и персонажи мультфильма создавались на основе концепций и идей из других фильмов Pixar, которые в то время были отброшены. Например, плюшевого медведя Лотсо придумали ещё до первой «Истории игрушек». Он должен был появиться в телевизионном специальном выпуске «Оловянная игрушка: Рождество» (англ. A Tin Toy Christmas), нереализованном продолжении короткометражного фильма «Оловянная игрушка» (1988), и стать первым полнометражным фильмом Pixar. Некоторые сюжетные повороты, напротив, были основаны на событиях, произошедших в жизни продюсеров; например, сцена, в которой мешок с игрушками принимается за мешок с мусором, была вдохновлена ситуацией, когда режиссёр во время переезда случайно выбросил мешок с коллекцией мягких игрушек своей жены, приняв его за мусор. Идея включить сцену побега из детского сада «Солнышко» во второй акт возникла после посещения режиссёрами нескольких детских садов, которые высокими стенами и камерами видеонаблюдения создавали тюремную обстановку. Источниками вдохновения второго акта Анкрич назвал кинофильмы «Большой побег» (1963), «Хладнокровный Люк» (1967) и «Успеть до полуночи» (1988). По словам режиссёра, он выбрал сцену на мусороперерабатывающей свалке кульминацией фильма потому, что считал её идеальным драматическим финалом для игрушек. Анкрич заявил: «это странный философский вопрос, являются ли игрушки живыми и когда заканчивается их жизнь, ведь они, вероятно, бессмертны. Но я знал, что если они направятся в печь и сгорят, то это конец. Дальше жизни нет».

### Анимация
Над анимацией мультфильма работали Бобби Подеста и Майк Вентурини. Они спрашивали мнение об анимации у нескольких лиц, связанных с франшизой, которые, в конце концов, рекомендовали им создавать сцены по-своему и не подражать предыдущим частям. Одной из проблем для художников было освоение техники движений с меньшим количеством точек контроля и артикуляции персонажей. По словам Подесты и Вентурини, они пытались объяснить аниматорам, что им нужно будет добиться нужного эффекта даже с такими персонажами, как Базз и Вуди. Кроме того, при разработке сцены во время титров, когда Базз и Джесси танцуют пасодобль, постановщики брали за основу движения танцоров Тони Доволани и Шерил Берк из программы «Танцы со звёздами».
Бюджет в 200 млн долларов позволил использовать более сложные технологии анимации, чем в предыдущих фильмах франшизы. Одним из технических нововведений стало создание «мягкого и пушистого» Лотсо и его группы персонажей: новые технологии позволили реалистично показать движения мягких предметов и их столкновения друг с другом, что позволило интегрировать новых героев в уже существующий мир игрушек. Самым большим достижением аниматоров стал рендеринг людей. Техники применили все свои знания по созданию суставов персонажей, управлению движениями, затемнению поверхностей и моделированию волос и ткани. Задача аниматоров состояла в том, чтобы сохранить баланс между совершенствованием технологий анимации и необходимостью сделать людей более привлекательными, а также передать ощущение, что персонажи-люди, как Энди Дэвис, являются частью мира «Истории игрушек». Работа над анимацией завершилась 25 марта 2010 года, а над мультфильмом — 30 апреля того же года.

### Дизайн
Дизайн персонажей и декораций был разработан Бобом Поули, художником-постановщиком первого фильма, который участвовал в создании образа Базза Лайтера. Сначала авторы сосредоточились на концептуальном дизайне, намереваясь модифицировать модели персонажей из первой части, содержащиеся в старых файлах на компьютерах Pixar. Однако они не смогли их открыть, и им пришлось создавать модели с нуля. Например, шерифу Вуди добавили больше текстур и улучшили детали его одежды. Для большей реалистичности тканей костюма у Вуди переработали швы, а складки при движении сделали более заметными.

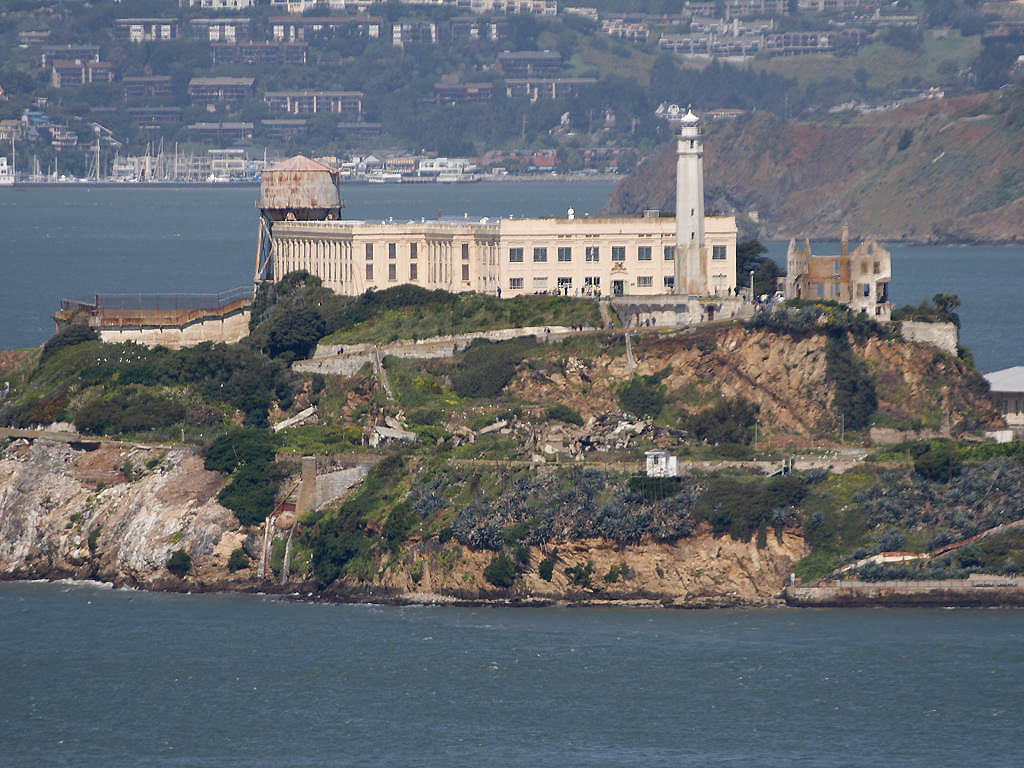
Чтобы создать в детском саду «Солнышко» тюремную атмосферу, создатели посещали бывшую тюрьму «Алькатрас»

В поисках вдохновения и реальных примеров продюсеры посещали различные места, воспроизведённые в фильме, включая детские сады и мусоросжигательные заводы. При исследовании детских садов создатели выявили некоторые сходства их обстановки с тюрьмами, такие как видеонаблюдение и ящики с игрушками, похожие на тюремные камеры. Позже они посетили бывшую американскую тюрьму «Алькатрас», чтобы создать похожую атмосферу. Команда посетила несколько местных свалок Калифорнии, в том числе и в ночное время, ради визуальных ориентиров для создания драматической сцены в гигантской мусоросжигательной печи. Поули тогда заявил:
Создатели «Рататуя» ездили в Париж и ужинали в самых изысканных французских ресторанах, а команда мультфильма «Вверх» отправилась в горы Тепуи в Венесуэле. Когда мы вернулись после наших исследований, всё, что мы хотели сделать, — это принять душ.
Создатели в первую очередь старались сделать фильм правдоподобным и не копировать реальность, как в примере с мусоросжигательной печью, где пришлось слегка переработать устройство работы печи для усиления драматизма сцены. Поули больше сосредоточился на Энди и визуализации его спальни. По сюжету герою уже семнадцать лет, и он кардинально изменился по сравнению со второй частью. Команда постановщика обратилась к оригинальной модели мальчика, чтобы более эффективно продемонстрировать то, что должно произойти с Энди спустя много лет, основываясь на детях Лассетера. Бо́льшая часть спальни Энди окрашена в различные оттенки синего цвета, чтобы передать ощущение безопасности. Создатели фильма хотели выразить благодарность Стиву Джобсу, поэтому Энди в мультфильме использует ноутбук Macintosh, Молли — iPod, а Вуди в середине фильма — iMac G5. Джобс также упоминается в финальных титрах вместе с Кэтлин Браун, Хаяо Миядзаки, Тосио Судзуки и другими.

### Спецэффекты

Кульминационная сцена мультфильма — Вуди, Базз и другие игрушки готовятся к гибели в мусоросжигательной печи после предательства Лотсо. Данная сцена вызвала множество вопросов у родителей по поводу рейтинга мультфильма

Над спецэффектами работала команда специалистов под руководством технического директора Гвидо Куарони, бывшего супервайзера по спецэффектам «Истории игрушек 2» и «Корпорации монстров». Техники в основном управляли симуляторами физических и атмосферных явлений, а также работали над созданием тканей и затемнением. Впрочем, несмотря на инновации в сфере спецэффектов, при работе возникали технические проблемы, которые были решены лишь благодаря отделу исследований и разработок.
Одной из сложнейших сцен для команды стала сцена на мусороперерабатывающем заводе. Более полутора лет было потрачено на создание систем моделирования для этой сцены, которая содержит больше данных, чем любая другая. В ней используется много измельчённых кусочков мусора, направляющихся в печь. По словам Дарлы Андерсон, на ручную анимацию всех объектов не хватило бы времени и финансовых ресурсов, поэтому Куарони и его команде с помощью компьютеров пришлось анимировать каждый обломок и придать более реалистичный вид каждой детали. Дарла заявила, что достижения студии в анимации сцены со свалкой позволили бы студии запатентовать данные технологии, однако студия не представила подробной информации о специфике этих инноваций. Аналогичная проблема возникала и при анимации различных больших мусорных мешков, показанных в фильме, которые должны были быть освещены и анимированы правдоподобно и естественно. Прорисовка одежды персонажей оказалась сложнее, чем предполагалось, в особенности наряда девочки Бонни, чьё платье состояло из нескольких слоёв ткани, наложенных друг на друга, которые должны были двигаться и взаимодействовать друг с другом.
Куарони и его команда были номинированы на премии Общества специалистов по визуальным эффектам и BAFTA в категории «Лучшие визуальные эффекты». На тот момент это была четвёртая номинация анимационного фильма в данной категории после картин «Красавица и Чудовище» (1991), «История игрушек» (1995) и «Приключения Флика» (1998).

### Звук
Звукорежиссёр Том Майерс, инженер по микшированию Майкл Семаник и звукооператор Эл Нельсон отвечали за монтаж звуковых эффектов. Все трое отсматривали раскадровки мультфильма в начале 2009 года во время встречи с Анкричем и композитором Рэнди Ньюманом, а затем в том же году приступили к работе над звуком. Оскароносный звукорежиссёр Гэри Райдстром, работавший над первыми двумя частями франшизы, выступил консультантом в этой области. Режиссёр отдавал предпочтение преемственности и согласованности с другими фильмами серии, причём не только в визуальном плане, но и в звуковом. Большинство звуковых эффектов было взято из собственной аудиотеки Pixar, как, например, звуки при движении игрушек. Единственным персонажем, для которого потребовался совершенно новый звуковой материал стал Мегапупс, для которой создали специальный набор звуковых эффектов. Кроме того, при взаимодействии людей и игрушек должны были звучать более слабые и приглушённые звуки. В некоторых сценах звук усиливался при возникновении угроз, особенно в финальных сценах с участием мусоровозов, тракторов, конвейерных лент, дробилок и других объектов.
Команда разрабатывала новый звуковой материал для Базза Лайтера в связи с трансформациями, которые персонаж претерпевает на протяжении всего мультфильма. Когда он переходит в режим «Демо» и начинает действовать под командованием Лотсо, его звуки меняются и становятся точными, резкими и не такими дребезжащими. Когда Базз переходит в «испанский режим», его модель звучит более плавно и приобретает «романтическую» составляющую, добавляется свист, кастаньеты и ритмичные удары плетью. Более трудным при производстве стал звуковой эффект, заложенный в самих куклах, например, когда дёргают верёвочку Вуди или нажимают на кнопки Базза. Данный эффект разработал звукорежиссёр Гэри Саммерс для первой части с помощью аналогового блока с подключёнными к нему динамиками и микрофонами. Однако данный блок был уничтожен и Майерс пытался применить другие способы воспроизведения, но ни одна программа не смогла сымитировать данный эффект. Тогда он нанял режиссёра Хоуи Хаммермана, разработавшего данный блок, и попросил его восстановить. Хоуи согласился, после чего специалистам удалось добиться желаемого эффекта, хотя и с небольшими отличиями от оригинальной версии.
Компания Dolby Laboratories, специализирующаяся в области систем обработки звука, объявила, что «Большой побег» станет первым мультфильмом, показанным в кинотеатрах с использованием нового аудиоформата — системы объёмного звучания 7.1, технология которой призвана обеспечить зрителям трёхмерное восприятие звука. Это позволило техникам более точно разместить звуки, музыку и эффекты окружения, а также обеспечить гораздо высокую чёткость диалогов персонажей. Кроме того, в Blu-ray версии также присутствует оригинальный звук 7.1, в отличие от предыдущих фильмов.

### Музыка
Саундтрек-альбом для мультфильма «История игрушек: Большой побег» написал американский композитор Рэнди Ньюман. Первоначально Disney выпустила саундтрек только для цифрового скачивания, что стало вторым случаем после картины «Вверх», когда компания изначально не выпустила саундтрек на компакт-диске (CD). В январе 2012 года лейбл Intrada Records выпустил саундтрек на CD. Несколько песен не вошли в альбом саундтреков, например, такие как «Dream Weaver» Гэри Райта, оригинальная версия «You’ve Got a Friend in Me» Ньюмана и «Le Freak» группы Chic. Во время финальных титров Базз Лайтер и Джесси танцуют пасодобль под испанскую версию заглавной песни «You’ve Got a Friend in Me» в исполнении французской группы Gipsy Kings. Композиция «We Belong Together» получила премию «Оскар» в категории «Лучшая песня к фильму»; это была уже вторая награда Ньюмана в этой категории.

## Рекламная кампания
Перед премьерой мультфильма проводилась обширная маркетинговая кампания, сфокусированная в основном на вирусной рекламе в Интернете в дополнение к постерам, трейлерам и клипам, посвящённым различным аспектам производства, актёрам озвучки и персонажам. Картина была представлена 8 апреля 2010 года на мероприятии Apple по презентации модели iPhone 4, на котором Стив Джобс демонстрировал сервис iAd на тему третьей части, созданный на языке HTML5.
В одном из эпизодов шоу «Танцы со звёздами», вышедшем в эфир 11 мая 2010 года, французская поп-группа Gipsy Kings исполнила испанскую аранжировку песни «You’ve Got a Friend in Me», а Шерил Берк и Тони Доволани станцевали под неё пасодобль. Кроме того, за несколько недель до премьеры третьей части, две предыдущих показывались на различных телеканалах, таких как Disney Channel, Disney XD и ABC Family. Небольшие отрывки ленты также транслировались на Disney Channel.

### Постеры и трейлеры
В качестве рекламы использовалось несколько постеров. На первом были изображены цифра «3» на чёрном фоне и слоган мультфильма «No toy gets left behind» (с англ. — «Ни одна игрушка не останется позади»). В дальнейшем были выпущены серия таких же постеров, на которых изображались главные персонажи с цифрой «3», и общий постер со всеми персонажами. Кроме того, новые игрушки были показаны через имитацию рекламы настоящих игрушек и через видеоролик в 360° на официальном сайте мультфильма. На одном из постеров Вуди, Базз и другие игрушки убегают ночью от игрушек сада. Другие специальные постеры были, в свою очередь, выпущены на Пасху и во время Чемпионата мира по футболу 2010 года.
Первый тизер-трейлер был представлен 29 мая 2009 года. В ролике Вуди вместе с игрушками строит логотип фильма, в то время как Базз представляет уже готовую его версию. Полноценный трейлер опубликовали 12 октября 2009 года. Второй тизер-трейлер выпустили 10 февраля 2010 года, а на следующий день опубликовали и второй трейлер, в котором появляются новые персонажи; данный трейлер также транслировался в кинотеатрах перед показами фильмов «Алиса в Стране чудес» и «Как приручить дракона». 23 марта 2010 года первые два фильма франшизы были отдельно переизданы в комбо-паках Blu-Ray / DVD.

### Другие рекламные стратегии

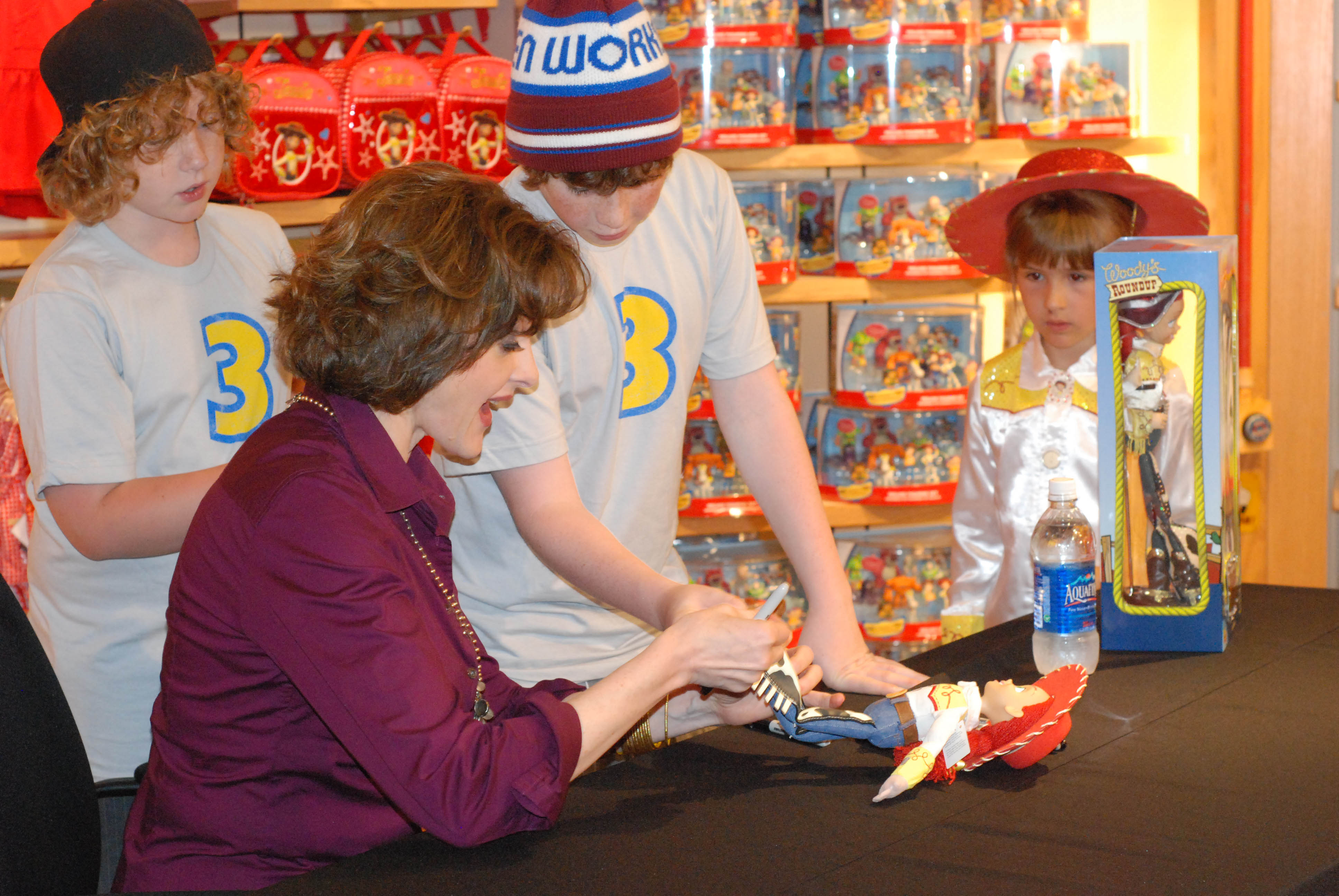
Джоан Кьюсак, актриса озвучивания Джесси, даёт автограф на игрушке её персонажа

Для продвижения мультфильма проводилось несколько параллельных вирусных кампаний, состоящих в основном из анимационных видеороликов. В одном из них Кен даёт интервью, в котором размышляет о том, что он игрушка для девочек и всего лишь аксессуар к Барби. Он также появляется в серии из трёх коротких роликов под названием «Ken’s Dating Tips for Today’s Bachelor», в которых даёт советы по соблазнению и флирту.
Pixar также разработали дополнительную рекламную стратегию, в рамках которой первый акт мультфильма заранее показывался студентам 65 университетов США совершенно бесплатно, при условии предъявления документа, подтверждающего их обучение в одном из этих учебных заведений. Эта стратегия должна была не только убедить зрителей сходить в кинотеатр и досмотреть картину, но и привлечь старых фанатов «Истории игрушек», уже не интересующихся франшизой. В кампусах этих университетов раздавали листовки с приглашением на работу курьером для вымышленной сети ресторанов Pizza Planet, которая часто фигурировала во франшизе. Листовки также содержали ссылку BuzzCampusWUstl.com, которая перенаправляла пользователя на страницу мультфильма в Facebook. В рекламной кампании мультфильма, кроме того, участвовали компании Mattel, Lego и Thinkway Toys, которые производили игрушки по третьей части. Компания Fisher Price выпустила «Историю игрушек: Большой побег» с двадцатью одним 3D-изображением для программы View-Master.

### Выдвижение на «Оскар»
Ныне бывший президент Walt Disney Studios Рич Росс в то время планировал выдвинуть «Историю игрушек: Большой побег» на премию «Оскар» не только в категории «Лучший анимационный полнометражный фильм», но и «Лучший фильм». Для этого продюсеры Pixar запустили кампанию под названием «Not since…», призванную подчеркнуть уникальность фильма и его признание критиками. Она состояла из постеров и роликов, в которых персонажи картины пародировали сцены из других фильмов, получивших премию «Оскар», например, таких как «Титаник» (1997), «Влюблённый Шекспир» (1998) и «Властелин колец: Возвращение короля» (2003). Журнал The Hollywood Reporter наградил кампанию бронзовой медалью в издании 2011 года Key Art Awards.

### Видеоигра
15 июня 2010 года компания Disney Interactive Studios выпустила видеоигру в жанре платформера по мотивам фильма для Microsoft Windows, Xbox 360, Wii, PlayStation 3, Nintendo DS и PSP. Версия для PlayStation 2 была выпущена 30 октября в составе пакета PS2 и отдельно 2 ноября того же года (в тот же день, когда третью часть выпустили на DVD и Blu-ray). Она также стала последней игрой Disney / Pixar, выпущенной для PlayStation 2. Критики в целом высоко оценили игру.

## Премьера

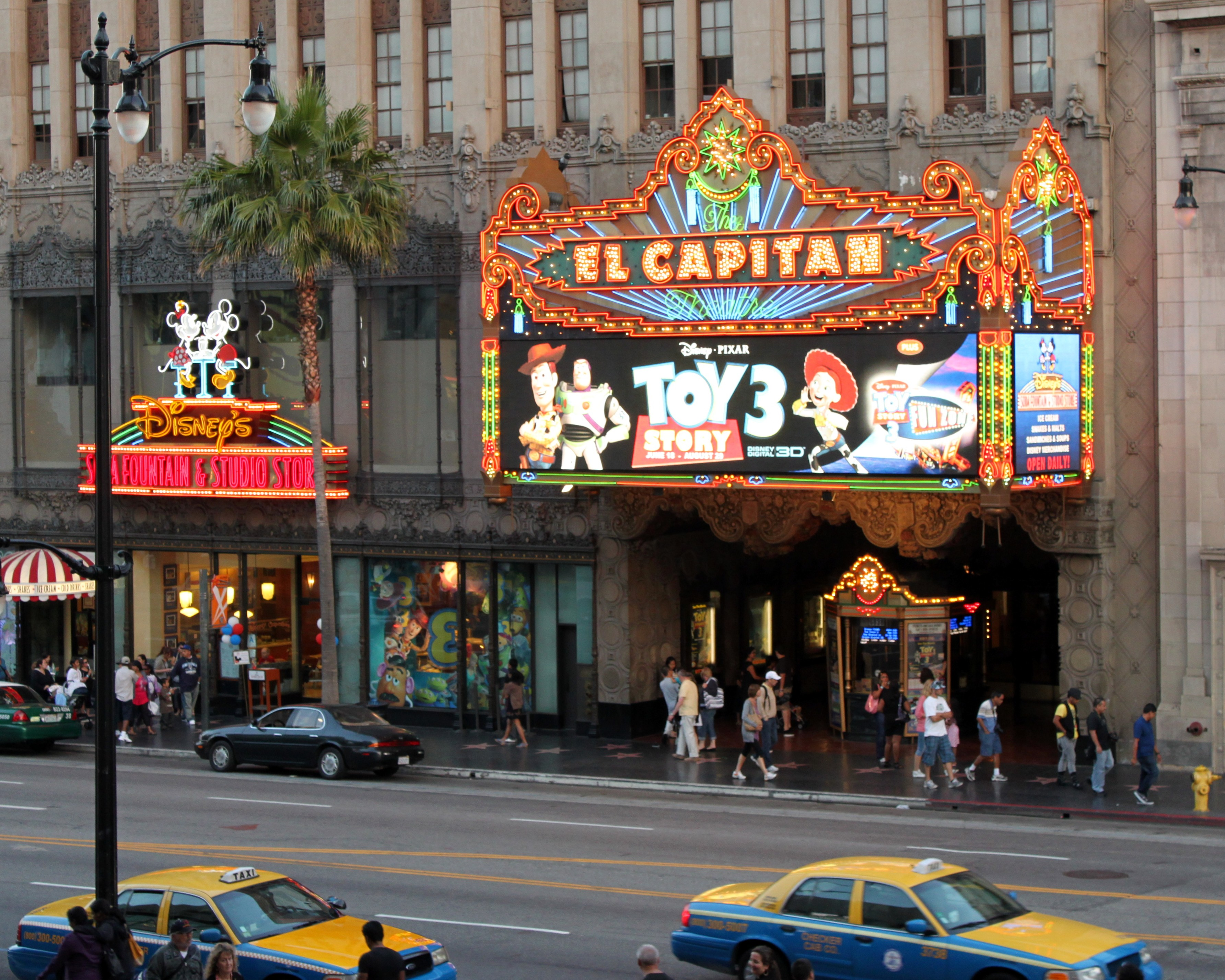
Театр «Эль-Капитан», в котором проходила премьера мультфильма в США, где к тому же проходил марафон «Истории игрушек»

Мировая премьера мультфильма «История игрушек: Большой побег» состоялась 12 июня 2010 года на фестивале в Таормине (Италия). 13 июня 2010 года картина была показана в театре «Эль-Капитан» в Голливуде (штат Калифорния). Спустя четыре дня в этом же театре состоялся марафон «Истории игрушек», где впервые друг за другом были показаны все три фильма франшизы. 18 июня 2010 года мультфильм вышел во всех кинотеатрах США в формате IMAX 3D. Перед сеансами демонстрировался короткометражный мультфильм «День и Ночь».
В нескольких странах люди на сеанс допускались по-разному. Так в Португалии и Нидерландах он был запрещён для детей младше шести лет, а в Финляндии, Норвегии и Швеции — для детей младше семи лет. В Сингапуре и Южной Африке дети до 10 лет допускались только в сопровождении взрослых; данные ограничения были введены, в том числе, из-за сцены в мусоросжигательной печи, когда герои находятся на грани гибели. В США же эти ограничения не ввели. После премьеры картины и комментариев родителей по поводу сцены в печи вице-президент Ассоциации кинокомпаний Джоан Грейвс заявила, что присвоение мультфильму рейтинга «G» было ошибкой, и что картина должна была иметь «как минимум» рейтинг «PG».

### В домашних медиа
2 ноября 2010 года мультфильм был выпущен компанией Walt Disney Studios Home Entertainment в Северной Америке в стандартном DVD-издании, двухдисковом Blu-ray Disc и четырёхдисковом Blu-ray / DVD / Digital Copy combo pack. В этом издании, помимо мультфильма, содержатся кадры со съёмок и тизер к новому мультфильму «Тачки 2» (2011). В тот же день в магазинах появился 10-дисковый бокс-сет Blu-ray со всеми фильмами франшизы. 3D-версия Blu-ray вышла в Северной Америке 1 ноября 2011 года.
В первую неделю проката (со 2 по 7 ноября 2010 года) продали 3 859 736 цифровых экземпляров фильма ($ 73 096 452); впоследствии мультфильм стал самым продаваемым анимационным фильмом 2010 года, обогнав картину «Как приручить дракона». По состоянию на 19 июля 2012 года было продано более 10 миллионов копий ($ 185 924 247). В конце концов, третья часть стала самой продаваемой на DVD в 2010 году, однако по доходам от продаж заняла лишь второе место после фантастического боевика «Аватар» (2009). Кроме того, продажи на Blu-ray составили четыре миллиона экземпляров, что позволило фильму занять четвёртое место в списке бестселлеров 2010 года.

## Восприятие

### Кассовые сборы
«История игрушек: Большой побег» по результатам проката собрала 415 млн долларов в США и Канаде, а в других странах — $ 651,9 млн, в итоге собрав по всему миру — $ 1 066 969 703 и став самым кассовым фильмом 2010 года, а также самым кассовым анимационным фильмом всех времён (до премьеры анимационного мюзикла «Холодное сердце» в 2014 году). В первые же выходные третья часть собрала 145,3 млн долларов, заняв первое место в списке самых кассовых фильмов года. 27 августа 2010 года, на семьдесят первый день после премьеры, фильм преодолел отметку в 1 миллиард долларов, став третьим фильмом Disney, первым анимационным фильмом и седьмым фильмом в истории кинематографа, которому удалось это сделать.

#### США и Канада
В Северной Америке, по оценкам Box Office Mojo, было продано более 52 млн билетов на сеансы. В день премьеры «Большой побег» заработал 41,1 млн долларов в 4028 кинотеатрах, включая 4 млн долларов на полуночных показах в 1500 кинотеатрах, установив рекорд дня открытия для анимационного фильма (однако позже его превзошёл фильм «Миньоны» (2015), а затем «В поисках Дори» (2016)). В премьерные выходные картина собрала $ 110,3 млн, установив рекорд среди фильмов Pixar, выпущенных в июне, а также фильмов с рейтингом «G». Её кассовые сборы за неделю открытия (с пятницы по четверг) составили $ 167,6 млн — это второй по величине показатель сборов среди анимационных фильмов, второй среди фильмов 2010 года и 23-й по величине сборов за все время. Кинолента достигла самого большого показателя сборов за 10 дней среди фильмов 2010 года и возглавляла кассу два уик-энда подряд.

#### Международный прокат
За пределами Северной Америки третья часть трижды возглавляла кассовые сборы — в первые, вторые и шестые выходные. Наибольший объём сборов в мировом прокате пришёлся на Японию ($ 126,7 млн), где фильм стал вторым по сборам среди американских анимационных фильмов (после «В поисках Немо»). Вслед за ней следуют Великобритания и Ирландия, а также Мальта (£ 73,8 млн — $ 116,6 млн), где мультфильм стал девятым по сборам, и Мексика ($ 59,4 млн), где он занял второе место. В выходные дни картина установила рекорды для анимационных фильмов в Эквадоре, Колумбии, Мексике, Китае, Аргентине, Гонконге, Испании и Великобритании. Главными международными рынками по сборам стали Великобритания ($ 115,4 млн), Австралия ($ 32,8 млн) и Бразилия ($ 23,6 млн).

### Критика
В США практически все кинокритики положительно оценили мультфильм. На сайте-агрегаторе рецензий Rotten Tomatoes мультфильм имеет рейтинг одобрения 98 % на основе 313 отзывов со средней оценкой 8,9/10. Консенсус критиков сайта гласит: «Сочетая в себе комедию, приключения и искренние эмоции, „История игрушек: Большой побег“ — это редкая третья часть, которая действительно работает». Сайт-агрегатор Metacritic присвоил мультфильму 92 балла из 100 на основе 39 отзывов, что соответствует критерию «всеобщее признание». Зрители, опрошенные CinemaScore, поставили фильму среднюю оценку «A» по шкале от «A+» до «F». В декабре 2010 года журнал TIME назвал мультфильм «лучшим фильмом 2010 года», а уже в следующем году поставил его на 11 место в списке «25 лучших анимационных фильмов всех времён». В 2018 году авторы IndieWire поставили сценарий мультфильма на десятое место в списке лучших американских сценариев XXI века.
Британской писательнице Джоан Роулинг понравился мультфильм, а кинорежиссёры Эдгар Райт, Джонатан Ливайн и Квентин Тарантино внесли его в свои списки лучших или любимых фильмов 2010 года. Питер Трэверс из журнала Rolling Stone отметил, что мультфильм прекрасно передаёт ощущения детства. Джо Моргенстерн из The Wall Street Journal написал, что сцены в детском саду «Солнышко» наглядно показывают природу диктатуры и что затем мультфильм превращается в «блаженно-анархическую» вариацию фильма «Лагерь для военнопленных № 17» (1953). Питер Дебрюж из еженедельника Variety отметил финальные пятнадцать минут (события между попаданием на свалку и душераздирающей концовкой), которые «окупили» эмоциональные «вложения» зрителей 15-летней давности. Тем не менее, по мнению критика, эти события могли случиться в начале фильма, что позволило бы исследовать «любопытную онтологию бытия» игрушек, едва избежавших смерти. Оуэн Глейберман (журнал Entertainment Weekly) дал ленте оценку «А» и признался, что мультфильм его очаровал и растрогал до глубины души; критика поразило то, что анимационная комедия о пластмассовых игрушках смогла произвести такое впечатление. В следующем номере он заявил, что плакал в конце мультфильма, как и многие другие мужчины. Лу Люменик из New York Post отметил, что в финале не смог сдержать слёз. Майкл Рехтшаффен из The Hollywood Reporter в положительной рецензии подытожил: «Возвращение Вуди, Базза и их друзей оказалось невероятно захватывающим и эмоционально насыщенным». Кроме того, критик Георгий Гагнидзе из «Афиши» написал, что студия Pixar подарила новое приключение всеми любимой «Истории игрушек», которое заставило многих вернуться в детство и вновь сопереживать главным персонажам, а Елена Тихонова, пишущая для сайта Film.ru, назвала картину «увлекательным завершением добротной франшизы».
В своей рецензии для Би-би-си английский кинокритик Марк Кермод похвалил третью часть и назвал франшизу «лучшей кинотрилогией всех времён». Ведущий кинокритик газеты New York Times, Э. О. Скотт, подчеркнул: «15-летняя эпопея о похождениях дурацкого пластмассового хлама оборачивается долгим меланхоличным размышлением об утраченном, о непостоянстве и об этой благородной, упрямой и глупой штуке под названием любовь». Бен Уолтерс написал рецензию для сайта Time Out, в которой назвал франшизу «золотым стандартом компьютерной анимации». Критик отметил, что «История игрушек: Большой побег» не боится заигрывать с мрачными темами, что выражается в описании смертельной опасности, образе жуткого клоуна, чувстве покинутости и отчаяния; последнее состояние не зависит от того, принимают ли игрушки на себя роль заботливых родителей или беззащитных детей. Дарья Серебряная из того же журнала отметила, что картина не только похожа на своих предшественниц, но и не содержит никакой идеи, которую можно было бы затем обсудить с детьми. Для сайта «КГ-Портал», критик Максим Зарецкий выпустил рецензию на фильм, в которой заметил, что в третьей части есть что-то от Хаяо Миядзаки, и, по его словам, эта франшиза является «единственной серией компьютерных мультфильмов, которая росла вместе со своим зрителем». Клаудия Пвиг из USA Today присвоила мультфильму четыре звезды из четырёх и написала следующее: «Это лучшая часть трилогии — забавная, трогательная, захватывающая и умная, какой и должна быть настоящая картина». Кинокритик Роджер Мур из Orlando Sentinel дал ленте 3½ звезды из четырёх и заявил: «Ослепительная, пугающая и сентиментальная, „История игрушек: Большой побег“ печально и эмоционально завершает франшизу, которая прославила студию Pixar». Редактор сайта Slashfilm.com, Германин Люссье, раскритиковал концовку, которая, по его мнению, была проработана и смонтирована хуже, чем остальная часть мультфильма. Кинокритик Армонд Уайт (New York Press) назвал триквел «скучной игрой, на которую купятся только те, кому промыли мозги»; по его мнению, персонажи не имеют отношения к реальной человеческой жизни, а сюжет вторичный по отношению ко вторым «Трансформерам».
Итальянские же критики в целом дали картине положительную оценку. По мнению большинства рецензентов, особый успех мультфильму принесли разнообразие жанров, способность развлечь как молодую, так и взрослую аудиторию, а также сюжетная и визуальная насыщенность. Льетта Торнабуони из газеты La Stampa назвала картину «очаровательной, смешной и лучшей в трилогии», однако раскритиковала использование технологии 3D. Джеймс Р. Уитсон на сайте Animated Views упомянул улучшение анимации, отметив, что она стала более плавной, выразительной и с более проработанными деталями, но при этом ему не понравился дубляж второстепенных персонажей. В конце концов он заключил, что фильм отдаёт «прекрасную дань уважения концу детства, напоминает о том, как достойно встретить смерть, и что продолжать жить, оставляя прошлое позади — это нормально». Екатерина Кодуа, критик из DTF, в своей рецензии подытожила, что стремление авторов создать визуально захватывающие и эмоционально насыщенные сцены обеспечило фильму успех как продолжению любимой франшизы «История игрушек». В своей ретроспективе от 20 июня 2020 года, Грег Валлехо, участник сайта 10 Years Ago: Films in Retrospective, отметил, что после повторного просмотра мультфильма спустя 10 лет у него не было таких же эмоций, как в 2010 году, и поставил данную часть на один уровень с лентой «Индиана Джонс и Королевство хрустального черепа» (2008) в списке фильмов, «о которых никто не просил».

### Награды и номинации
Фильм был удостоен множества наград и номинаций в различных категориях, особенно благодаря сценарию Майкла Арндта. Он получил пять номинаций на 83-й церемонии вручения премии «Оскар», в том числе в категориях «Лучший фильм», «Лучший анимационный полнометражный фильм» и «Лучшая песня к фильму» («We Belong Together»). Фильм был номинирован на три награды на 38-й церемонии вручения премии «Энни». На 64-й церемонии вручения премии Британской Академии в области кино он номинировался в категориях «Лучший адаптированный сценарий» и «Лучшие визуальные эффекты», а также получил награду в категории «Лучший анимационный фильм». Фильм получил пять номинаций на 16-й церемонии вручения премии «Выбор критиков» и стал победителем в номинации «Лучший анимационный полнометражный фильм». В 2011 году композитор Рэнди Ньюман получил награду в категории «Лучший саундтрек для визуальных медиа» на 53-й церемонии вручения премии «Грэмми». Различные критики также признали картину лучшим анимационным художественным фильмом года, и кроме того, Американский институт киноискусства и Национальный совет кинокритиков включили её в десятку лучших фильмов 2010 года.

### Фанатский проект
Братья Морган и Мейсон Макгрю из Айовы потратили восемь лет на воссоздание фильма в покадровой анимации c настоящими игрушками и людьми в реальной жизни. Фильм под названием «Toy Story 3 in Real Life» был снят на iPhone и загружен на платформу YouTube 25 января 2020 года. В покадровом ремейке используется оригинальный звук из фильма. По данным Screen Crush, Walt Disney Studios, материнская компания Pixar, разрешила Макгрю опубликовать анимацию в интернете.

### Обвинения в сексизме и гомофобии
Натали Уилсон, анализируя «Историю игрушек: Большой побег» для журнала Ms., известного феминистского издания, раскритиковала сексистские и гомофобные, по её мнению, аспекты фильма. Уилсон отметила небольшое количество женских персонажей, преобладание мужских и негативное изображение женщин. Критик отметила «назойливое» поведение мамы (у неё нет имени), которая настаивает, чтобы Энди избавился от своего «хлама» — игрушек; Лотсо считает, что миссис Картофельную голову следует лишить рта, поскольку, как отмечала Уилсон, женщины слишком много говорят. Кен, в свою очередь, предстаёт как «гей-модник» и становится объектом насмешек со стороны других игрушек, которые «внушают, что самое худшее для мальчика — это быть девочкой или гомосексуалом». Натали подчёркивает, что фильм «весёлый, умный и приятный», однако это не первая работа Pixar, в которой делаются акценты на «гетеросексуальный сценарий» и на мнение, что «все люди должны быть только белыми и из среднего класса».
Дана Рудольф, издатель сайта Mombian.com и автор платформы Change.org, заявила, что была разочарована «Историей игрушек: Большой побег» и назвала её «ЛГБТ-фобной шуткой». Рудольф отвергла мнение, что Pixar проявила гомофобию в изображении некоторых персонажей, но полагала, что фильм вполне мог укрепить различные стереотипы среди определённой аудитории зрителей. В качестве примера критик приводила изображение Кена в мультфильме как «законченного метросексуала, помешанного на моде и влюблённого в Барби, либо как скрытого гея или трансгендера». В интервью CNN Entertainment Келли Бендер ответила на критику Натали Уилсон и заявила, что «История игрушек» не является «абсолютно политкорректной» франшизой, но задаёт верное направление; женские персонажи показаны положительными и независимыми, как, например, Джесси. Бендер заметила относительно Кена и Барби, что мультфильм иллюстрирует стереотипы о данных персонажах, и подчеркнула, что кукла-блондинка превращается в героиню, которая способна отказаться от будущего с Кеном ради борьбы за «правое дело — за свою гордость и за своих друзей». Студия Pixar никак не комментировала данную критику в свой адрес, однако через несколько месяцев после премьеры фильма выпустила видеоролик для проекта «It Gets Better», в котором сотрудники студии, относящиеся к ЛГБТ-сообществу, рассказывают о трудностях, с которыми они сталкивались на протяжении всей своей жизни, а также о том, как они преодолевали различные предрассудки.

## Судебные разбирательства
В феврале 2014 года компания Diece-Lisa Industries (DLI), производящая игрушки в Нью-Джерси, подала в суд на Disney Enterprises из-за персонажа Лотсо, который, по их мнению, нарушал авторские права на торговую марку плюшевых игрушек «Lots of Hugs», которые продавались с 1995 года. Из-за успеха мультфильма, компания DLI понесла бы убытки из-за ассоциаций их игрушек с антагонистом картины. Кроме того, истец утверждал, что ранее лицензировал торговую марку у Disney, что говорит о том, что компания знала о его интеллектуальной собственности. В итоге DLI потребовала возместить прибыль за недобросовестную конкуренцию, а также запретить Disney использовать Лотсо в будущем.
Компания Disney, в свою очередь, утверждала, что DLI не смогла доказать, что потребители спутают оба бренда, заявив, что Лотсо — это «независимо разработанный персонаж фильма, который продаётся в форме игрушки, распространятся в магазинах и на сайте компании, а также упаковывается и маркируется, доказывая свою принадлежность к Disney, Pixar и „Истории игрушек: Большой побег“». Кроме того, компания подчёркивала, что «Лотсо совсем не похож» на игрушки DLI и что нет никаких доказательств того, что он «намеревался нанести ущерб бизнесу» DLI. В ходе разбирательств DLI скорректировала свои требования, отказавшись от попытки признать персонажа нарушающим авторские права. Вместо этого компания утверждала, что розничные продажи медвежонка «Лотсо» в разных странах вводят потребителя в заблуждение и нарушают принципы конкуренции. Disney не удалось выиграть дело в рамках упрощённого судопроизводства — соответствующее ходатайство компании в марте 2015 года отклонил судья-магистрат Рой Пейн (Техас).
В 2021 году судья Федерального окружного суда США, Тэрри Хэттер, удовлетворил иск Disney, сославшись на защиту первой поправки к Конституции США. В 2022 году Апелляционный суд девятого округа США в Сан-Франциско утвердил решение судьи Хэттера. В DLI заявили, что вердикт апелляционного суда «радикально» расширяет тест Роджерса за пределы его первоначального предназначения — защищать «культурно значимые» товарные знаки и названия художественных произведений. В том же году Верховный суд США возобновил дело, отменил постановление Федерального суда и потребовал от апелляционного пересмотреть решение.

## Продолжения

### Короткометражные фильмы
После премьеры Ли Анкрич заявил о разработке серии короткометражных фильмов, которые будут длиться от трёх до шести минут и продолжать историю игрушек после третьей части. В короткометражке «Гавайские каникулы» (2011) от режиссёра Гэри Райдстрома, Кен и Барби отправляются к Бонни, чтобы вместе с ней полететь в отпуск на Гавайи, но Бонни улетает без них, поэтому Вуди и его друзья устраивают им местный курорт. В том же году вышла вторая короткометражка «Мальки», в которой Бонни забывает Базза в ресторане быстрого питания, при этом его заменяет маленькая игрушка Базза Лайтера, а в то же время настоящий Базз встречает группу поддержки потерянных там игрушек. Следующим короткометражным фильмом, по случаю переиздания фильма «В поисках Немо», стал «Веселозавр Рекс», в котором Бонни берёт Рекса с собой в ванну, и там тираннозавр устраивает водную вечеринку среди местных игрушек для ванны.
В 2013 году был выпущен специальный выпуск «История игрушек и ужасов!», композитором которого выступил Майкл Джаккино. По сюжету, семья Андерсон останавливается в придорожном мотеле на ночь, при этом директор мотеля пытается украсть Вуди и его друзей, чтобы продать через интернет. Год спустя в свет вышел 22-минутный телевизионный выпуск «История игрушек, забытая временем» (2014), где Бонни, вместе с Вуди, Баззом, Трикси, Рексом и котёнком-ангелочком, приходит в гости к своему другу Мейсону после Рождества. Пока Бонни играет с Мейсоном в компьютерную игру, игрушек Бонни встречает племя игрушечных динозавров, которое берёт главных героев в плен.

### «История игрушек 4» (2019)
После премьеры мультфильма в 2010 году, Ли Анкрич заявлял, что планов на четвёртую часть у Pixar не было. Впрочем, уже через 4 года на встрече инвесторов компания Disney объявила о разработке продолжения, а в 2017 году на пост режиссёра назначили Джоша Кули. Сценаристами выступили Эндрю Стэнтон и Стефани Фолсом. Мировая премьера квадриквела состоялась 11 июня 2019 года. Бюджет картины составил 200 млн долларов США, при этом она собрала $ 1,073 млрд по всему миру и слегка превысила кассовые сборы третьей части. «История игрушек 4» также получила высокую оценку от критиков и зрителей, и премию «Оскар» в категории «Лучший анимационный полнометражный фильм».